# Josefa Pásková
Josefa Pásková (10. října 1920 – ???) byla česká a československá politička Komunistické strany Československa a poúnorová poslankyně Národního shromáždění ČSR.

## Biografie
Ve volbách roku 1954 byla zvolena za KSČ do Národního shromáždění ve volebním obvodu Brno-venkov II. V Národním shromáždění zasedala až do konce jeho funkčního období, tedy do voleb v roce 1960.
K roku 1954 se profesně uvádí jako členka závodní rady a pracovnice ROH v podniku Brněnské knihtiskárny a nositelka vyznamenání Za vynikající práci.